# Lipotriches cheesmanae
Lipotriches cheesmanae är en biart som först beskrevs av Michener 1965.  Lipotriches cheesmanae ingår i släktet Lipotriches och familjen vägbin. Inga underarter finns listade i Catalogue of Life.